# Masarina ceres
Masarina ceres är en stekelart som beskrevs av Friedrich W. Gess 1997. Masarina ceres ingår i släktet Masarina och familjen Masaridae. Inga underarter finns listade i Catalogue of Life.